# UFC 249
UFC 249: Ferguson vs. Gaethje（ユーエフシー・ツーフォーティナイン：ファーガソン・バーサス・ゲイジー）は、アメリカ合衆国の総合格闘技団体「UFC」の大会の一つ。2020年5月9日、フロリダ州ジャクソンビルのバイスター・ベテランズ・メモリアル・アリーナで開催された。

## 大会概要
本大会では、トニー・ファーガソンとジャスティン・ゲイジーによるUFC世界ライト級暫定王座決定戦、王者ヘンリー・セフードと挑戦者ドミニク・クルーズによるUFC世界バンタム級タイトルマッチが組まれた。
もともとは、4月18日にニューヨーク州ブルックリンのバークレイズ・センターで開催を予定していた、UFC世界ライト級王者ハビブ・ヌルマゴメドフと挑戦者トニー・ファーガソンの対戦が組まれていた大会であったが、新型コロナウイルスの感染拡大による影響で大会自体が3週間後（5月9日）の本大会に延期された。
新型コロナウイルスの感染拡大で3月に全米に非常事態宣言が出され、その影響で全てのスポーツが中止・延期されていた中で、UFCは本大会で他の主要スポーツに先駆けて最も早く再開したが、ESPNの大会中継でドナルド・トランプ第45代アメリカ合衆国大統領が「ダナ・ホワイトとUFCを祝福したい。スポーツリーグを取り戻そう。ソーシャルディスタンスなどを守ればいい。我々にはスポーツが必要だ。我々のスポーツを取り戻したい」と語るメッセージ映像が流された。

## 経緯
3月7日、ニューヨーク州知事アンドリュー・クオモが、州の非常事態宣言を発動。3月12日には州内で500人以上が参加するイベントや集会を禁止すると発表した。
3月16日、UFC代表ダナ・ホワイトがUFCの社員たちへ向けたメールで「大会はまだ予定通りにスケジュールされているが、開催地は変更される可能性がある」と通知した。
3月18日、ニューヨーク州アスレチック・コミッションが、UFC 249はニューヨークでは開催できないと発表した。
3月23日、ダナ・ホワイトが、UFC 249のための新しい開催地は確保したが、無観客試合での開催になると発表した。
3月25日、ダナ・ホワイトが、状況次第ではフランシス・ガヌー対ジャルジーニョ・ホーゼンストライクが加えられるなど、UFC 249の対戦カードが変更される場合があると明らかにした。
4月1日、母国のダゲスタン共和国に滞在していたハビブ・ヌルマゴメドフが、新型コロナウイルスの感染拡大防止対策でロシア政府が3月30日から発動した国境閉鎖措置により、ロシアからの出国ができなくなったため、UFC 249を欠場すると発表した。同様の理由でアレクサンダー・ヘルナンデスとの対戦が組まれていたイスラム・マカチェフもUFC 249を欠場した。
4月6日、UFCより、ヌルマゴメドフの代役としてジャスティン・ゲイジーが出場し、トニー・ファーガソンとUFC世界ライト級暫定王座決定戦で対戦すると発表された。またダナ・ホワイトが、開催地は明かさなかったが「試合は署名された。試合は100％ESPNで生中継され、地球上のどこかで行われる」と発表するとともに、UFC 249に出場するのは渡航制限の影響を受ける海外の選手ではなく、渡航制限の影響を受けないアメリカ合衆国を拠点とする選手になると明らかにした。
4月7日、フロリダ州の総合格闘技やボクシング興行のライセンスを管轄する、フロリダ州ビジネス・アンド・プロフェッショナル規制局のハルシー・ベシャーズ局長が、フロリダ州は新型コロナウイルスのパンデミックの最中であっても、UFCの大会を認可及び主催すると、ダナ・ホワイトに向けてTwitterでメッセージを投稿した。フロリダ州は、ロン・デサンティス州知事が4月3日から、必要不可欠な場合を除き自宅を離れることを制限する、自宅待機令を発動していた。
同7日、UFCからの正式発表はなかったが、複数のメディアがUFC 249の開催地はカリフォルニア州のインディアン居留地にあるタチ・パレス・カジノリゾートであると伝えた。カリフォルニア州では、ギャビン・ニューサム州知事が州に自宅待機命令を発動していたが、タチ・パレス・カジノリゾートのあるインディアン居留地は州法が適用されない自治地区であるため、この自宅待機命令も適用されなかった。また同インディアン居留地はカリフォルニア州アスレチック・コミッションの管轄外でもあった。カリフォルニア州アスレチック・コミッションは、これまでは同インディアン居留地で格闘技興行が開催される場合には個々の要請に応じて認可・管轄していたが、上部組織のカリフォルニア州消費者局が格闘技大会開催の禁止を発令していたこと及び知事が発動した自宅待機命令を遵守するとして、「コミッションは大会が開催される場所に関係なく、4月18日のUFCの大会には関与しない」と声明を出した。
4月8日、当初はUFC 249の開催に対して懸念を表明していたボクシング・コミッション協会が、UFC側と話し合い、UFC 249で実施される医療および検査体制を確認すると方針を変え、UFC 249を認可大会として承認すると発表した。

### UFC 249延期
4月9日、ダナ・ホワイトが、ESPNとその親会社ウォルト・ディズニー・カンパニーの上層部から、「撤退するよう」「UFC 249を翌週の土曜日に開催しないよう」要請を受けたため、これに従い4月18日のUFC 249を含む予定されていたUFCの大会全てを延期すると発表した。ニューヨーク・タイムズは、州法が適用されないインディアン居留地での開催であるためUFC 249の開催に対して影響を及ぼすことの出来なかったカリフォルニア州知事ギャビン・ニューサムが介入し、カリフォルニア州内に本社を置くウォルト・ディズニー・カンパニーの上層部に直接電話をかけて、UFCの大会を中止するよう要請したと報道した。
4月14日、フロリダ州ロン・デサンティス知事が4月9日に署名していた行政命令で、医療、金融、食料品店、通信、公共インフラなどとともに「社会生活を維持するうえで必要な事業」として認定されていた「全国的な視聴者を持つプロスポーツとメディア制作」にUFCも該当することが分かり、無観客試合であればフロリダ州で大会を開催できることが判明した。また総合格闘技やボクシング興行のライセンスを管轄する、フロリダ州ビジネス・アンド・プロフェッショナル規制局も、知事が出した行政命令のガイドラインに準拠するプロスポーツであれば認可することを確認した。
4月15日、ダナ・ホワイトが、トニー・ファーガソン対ジャスティン・ゲイジーをメインイベントにした大会を5月9日に計画していることを明らかにした。4月21日、UFC役員が、UFC 249が5月9日に開催されることを確認した。

### UFC 249フロリダ州で開催
4月24日、ダナ・ホワイトが、UFC 249を5月9日にフロリダ州ジャクソンビルのバイスター・ベテランズ・メモリアル・アリーナにて、知事、市長、アスレチック・コミッションの協力を得た上で開催すると公式発表した。
5月2日、4月6日にすべての格闘スポーツの無期限停止を求める声明を出していたリングサイド医師会が、「新型コロナウイルス感染に関連するリスクを完全に排除するのは不可能だが、予防策を取れば感染のリスクを減らせる」と声明を出し、無期限停止を求めていた方針から態度を軟化させ、格闘技大会の開催を事実上容認した。
5月4日、リングサイド医師会の会長でありフロリダ州ボクシング・コミッションから派遣されUFC 249でチーフリングドクターを務めるドナルド・ムジーが、UFC 249でUFCが実施する新型コロナウイルスの予防策に対して「今日の世界において、それは可能な限り安全である」とお墨付きを与えた。
5月9日、ホナウド・ジャカレイに対して実施した複数回にわたる新型コロナウイルス検査の内、前日計量を終えた後に実施した1回の検査結果で陽性反応が出た為、ミドル級で行われる予定であったホナウド・ジャカレイ対ユライア・ホール戦は中止された。また、ジャカレイのセコンドに就く予定だったコーナーマンの2名も陽性反応が出た。もともとジャカレイはジャクソンビル到着後、UFC側に家族の中にコロナウイルス感染者がいたことを申告。UFCも細心の注意を払い、選手や大会関係者が宿泊するホテルでもソウザ陣営を隔離していた。

## 実施された新型コロナウイルス対策
- 出場選手とそのコーナーマン及び大会に携わる関係者のみがホテルへの入館を許可される。家族や友人、マネージャーは入館禁止[40]。
- 選手とコーナーマン及び大会に携わる関係者は全て、ホテル到着後に直ちに新型コロナウイルス感染検査と抗体検査を受ける[40]。そして新型コロナウイルス感染検査の結果が判明する約24時間後までは自己隔離を要請される[40]。
- また医療スクリーニング検査も受け、スクリーニング検査はホテル滞在中は毎日義務付けられる[40]。
- 各選手に減量用のパーソナルサウナ、トレーニングマット、マット消毒剤が備えられた、個別のトレーニング室が用意される[40]。
- ホテルの客室係スタッフとの接触を避けるため、食事は決まった時間に選手の部屋の外に置かれる[36]。
- ホテルの客室係スタッフは医療防護具を装備し医療用消毒剤を常備する[36]。
- ホテルに医療チームが常駐し、選手の怪我や病気に対応する。診察室には選手と医師しか入室できず、診察後に毎回室内消毒が実施される[41]。
- 通訳が必要な選手の通訳はスマートフォンの通話アプリケーションを通して行われる。
- パンデミックの最中に試合をしたくない選手は欠場が認められる[36]。また同様にUFCの社員も大会への業務参加はそれぞれの意思に任せられ欠勤が認められる。
- 全米アンチドーピング機関（USADA）の抜き打ちドーピング検査が実施されるが、新型コロナウイルスの影響で世界アンチ・ドーピング機関（WADA）認定の試験所が閉鎖されているため、選手から採取された尿と血液は冷凍保存され、後日検査される[42]。
- 試合の前々日に記者が選手への質疑応答を行うメディアデーは行われず、代わりにインターネットを介したヴァーチャルメディアデーとして行われる[36]。
- 試合会場は3大会全て消毒作業が実施される[36]。また計量会場でも同様に消毒作業が実施される。
- 選手は普段は3時間前に会場入りするのが通常だが、試合開始90分前にならないと会場入りが許可されない[43]。
- 選手控室はチームが入れ替わる度に消毒作業が実施される。
- 試合と試合の間にオクタゴンの消毒作業が実施される[40]。
- 試合会場と計量会場では社会的距離が可能な限り取られる[40]。
- 解説・実況陣のダニエル・コーミエ、ジョー・ローガン、ジョン・アニクは社会的距離を取り、それぞれ離れた別々のテーブルから実況・解説を行う[40]。
- 会場に入場できる記者を10人以下に限定する[36]。
- 全ての制作クルーはN95マスクと手袋を含む医療防護具を装備する[40]。
- 制作クルーの人数が通常の約130人から80人ほどに減らされる[40]。
- 会場内の制作クルーは20人以下に制限する[40]。
- プロダクショントラック内はプラスチック製のシールドで仕切られる[40]。
- このUFC 249を含む、UFCがジャクソンビルで5月9日、13日、16日に行う3大会で、1200回以上の新型コロナウイルス感染検査（半分は抗体検査）を実施する。

## 試合結果

### アーリープレリム
第1試合 ライトヘビー級 5分3R
○  ライアン・スパン vs.  サム・アルビー ×
3R終了 判定2-1（29-28、28-29、29-28）
第2試合 フェザー級 5分3R
○  ブライス・ミッチェル vs.  チャールズ・ローザ ×
3R終了 判定3-0（30-25、30-25、30-24）

### プレリミナリーカード
第3試合 ウェルター級 5分3R
○  ビセンテ・ルケ vs.  ニコ・プライス ×
3R 3:37 TKO（ドクターストップ）
第4試合 女子ストロー級 5分3R
○  カーラ・エスパルザ vs.  ミシェル・ウォーターソン ×
3R終了 判定2-1（27-30、29-28、30-27）
第5試合 ヘビー級 5分3R
○  アレクセイ・オレイニク vs.  ファブリシオ・ヴェウドゥム ×
3R終了 判定2-1（28-29、29-28、29-28）
第6試合 ウェルター級 5分3R
○  アンソニー・ペティス vs.  ドナルド・セラーニ ×
3R終了 判定3-0（29-28、29-28、29-28）

### メインカード
第7試合 ヘビー級 5分3R
○  グレッグ・ハーディ vs.  ヨルガン・デ・カストロ ×
3R終了 判定3-0（30-27、30-27、30-27）
第8試合 150.5ポンド契約 5分3R
○  カルヴィン・ケイター vs.  ジェレミー・スティーブンス ×
2R 2:42 TKO（右肘打ち→パウンド）
第9試合 ヘビー級 5分3R
○  フランシス・ガヌー vs.  ジャルジーニョ・ホーゼンストライク ×
1R 0:20 KO（左フック→パウンド）
第10試合 UFC世界バンタム級タイトルマッチ 5分5R
○  ヘンリー・セフード vs.  ドミニク・クルーズ ×
2R 4:58 TKO（右膝蹴り→パウンド）
※セフードが王座の初防衛に成功。
第11試合 UFC世界ライト級暫定王座決定戦 5分5R
○  ジャスティン・ゲイジー vs.  トニー・ファーガソン ×
5R 3:39 TKO（左ジャブ）
※ゲイジーが暫定王座の獲得に成功。

### 各賞
ファイト・オブ・ザ・ナイト：ジャスティン・ゲイジー vs. トニー・ファーガソン
パフォーマンス・オブ・ザ・ナイト：ジャスティン・ゲイジー、フランシス・ガヌー
各選手にはボーナスとして5万ドルが授与された。

### カード変更
負傷などによるカードの変更は以下の通り。